# Damien Ressiot
Damien Ressiot est le directeur du développement de l'Agence française de lutte contre le dopage (AFLD) depuis 2023 après y avoir été directeur des contrôles de 2015 à 2019 puis directeur des enquêtes et du renseignement. 
Il a été journaliste d'investigation du quotidien L'Équipe, spécialisé dans les affaires de dopage pendant 25 ans. Il a été l'auteur de plusieurs « scoops » sur le milieu du sport. Il a été, par exemple, le premier à révéler l'utilisation d'EPO par Lance Armstrong. 

## Biographie
D'abord jeune reporter à France Football, il a été confronté à l'affaire de corruption VA-OM. Il entre à L'Équipe en 1990 à l’âge de 25 ans, à la rubrique Football. 
À la suite de quelques affaires retentissantes (affaire du nandrolone qui a secoué le football, dans les années 97-98, affaire Festina en 1998), il s'intéresse aux questions de dopage et passe en 2000 un diplôme universitaire en pharmacie à l’université de Montpellier. 
En 2001, la rédaction de L'Équipe est secouée par le licenciement de Pierre Ballester, qui avait couvert plusieurs sujets sur le dopage dans le cyclisme. 
Les 9 et 10 avril 2004, le quotidien publie une série d’articles de Damien Ressiot mettant en cause l'équipe Cofidis et se basant sur des éléments d'une enquête judiciaire en cours. En janvier 2005, une perquisition est conduite dans les locaux du journal L'Équipe et du Point afin de retrouver les pièces de la procédure ayant fuitées. Quelques années plus tard, Damien Ressiot donnera son nom à l'« arrêt Ressiot et autres contre France » du 28 juin 2012, par lequel la Cour européenne des droits de l’homme a déclaré, à l’unanimité, qu’il y a eu violation par la France du principe de la protection des sources d'information des journalistes prévu par l’article 10 de la Convention européenne des droits de l'homme, du fait de perquisitions. 
Mais Damien Ressiot s'est surtout fait connaitre pour ses révélations, effectuées quatre mois après ces perquisitions, sur Lance Armstrong dopé à l'EPO, dans L'Équipe du 23 août 2005. L'article s'appuie sur une analyse factuelle de preuves formelles, sur les pistes desquelles le journaliste a été discrètement orienté, plus tôt, grâce à la protection des sources, dont l'une est probablement un ex-dirigeant de l'Union cycliste internationale (UCI), même s'il dément l'existence d'une « gorge profonde » à l’UCI.
En 2006, il écrit sur le dopage qui aurait sévit à l'Olympique de Marseille pendant les « années Tapie », reprenant par exemple des citations de Chris Waddle ou d'Eric Cantona.
Il a été poursuivi pour un article paru pendant les JO de Pékin en 2008, qui révélait des paramètres sanguins du coureur de fond français Bob Tahri laissant supposer qu'il s'était dopé. Le journaliste, d'abord condamné en 2009 pour "recel de violation du secret médical", a finalement été relaxé en 2014.
Damien Ressiot quitte finalement le journalisme en 2014. Après une année au côté des officiers de police chargés de la lutte contre le dopage à l'OCLAESP, il rejoint l’AFLD en 2015, où il est actuellement le directeur du développement,.
En 2022, France Culture consacre 4 épisodes de son émission "Mécaniques du journalisme" à Damien Ressiot et son enquête de 2004/2005 sur Lance Armstrong.

## Méthodes dans l'affaire Armstrong
Pour parvenir aux conclusions de son enquête, Damien Ressiot recoupe deux sources d'information. Il compare les numéros d'échantillons urinaires positifs à l'EPO prélevés sur le Tour de France 1999, utilisés à des fins de recherche par le laboratoire national de Châtenay-Malabry, avec les échantillons d'urine de Lance Armstrong prélevés durant la même compétition. Six numéros concordent et permettent de conclure que Lance Armstrong a certainement suivi un protocole de dopage à l'EPO au Tour de France 1999, sa première grande boucle victorieuse.
La deuxième série d'échantillons est obtenue par Damien Ressiot auprès de l'UCI, où il s'est rendu, avec l'autorisation de l'UCI et celle d'Armstrong. Mais le journaliste n'a jamais dit comment il avait été mis sur la piste de la première série d'analyses d'urine. Mario Zorzoli, le médecin de l'organisation, soupçonné d'être à l'origine de la fuite d'information, a été suspendu pendant un mois au début de 2006, puis réintégré. Soucieux de la crédibilité de la lutte antidopage, Mario Zorzoli avait annoncé en juillet 2004 les premiers contrôles sanguins inopinés, réalisés après l'arrivée ou avant le départ d'étape, au nombre d'une trentaine, pour détecter les hémoglobines de synthèse, suivant une méthode mise au point par le Laboratoire national de Châtenay-Malabry (Hauts-de-Seine).
Pour sa défense, Lance Armstrong avance ensuite l'impossibilité de faire une contre-expertise sur les échantillons de 1999. L'UCI lui donne raison en estimant que ce serait ne pas respecter les protocoles antidopage. En 2008, l'Agence française de lutte contre le dopage propose alors à Lance Armstrong d'analyser à nouveau les échantillons de 1999, ce qu'il refuse à nouveau, arguant que les échantillons n'ont pas été bien conservés. 
Plus tard, en 2011, Damien Ressiot s'est procuré les listes secrètes établies par l'UCI pour prévenir le dopage chez les 198 coureurs au départ du Tour de France 2010. Les coureurs sont classés en fonction d'indices 0 à 10 selon les suspicions de dopage. Ils se voient attribuer un « passeport biologique » permettant à l'Union cycliste internationale de cibler ses contrôles. L’indice de suspicion est calculé arbitrairement en fonction des données sanguines contenues dans le passeport biologique des coureurs et permet d’orienter les contrôles antidopage vers des coureurs « potentiellement dopés ».
Jamais une telle liste, confidentielle, n’aurait dû sortir des bureaux de l'Union cycliste internationale, qui a un laboratoire à Aigle, près de Lausanne, reconnaît le quotidien L'Équipe, en la publiant, façon de souligner qu'il entend faire valoir avec attention le principe de protection des sources d'information des journalistes.

## Critiques
Plusieurs acteurs du monde du sport et de l'antidopage ont souligné les problèmes de comportement de Damien Ressiot. Critiqué par l'ancien directeur des contrôles de l'Agence française de lutte contre le dopage (AFLD), Jean-Pierre Verdy, Ressiot serait "caractériel, lunatique, pas rigoureux du tout". Il a également connu un passage mouvementé à l'OCLAESP, où, d'après une source, il a laissé "un bordel innommable". 
En 2016, alors que l'athlète Anouar Assila fait l'objet d'un jugement par la commission des sanctions, organe disciplinaire de l'AFLD, pour soustraction au contrôle antidopage, la nullité de la procédure est notamment imputée au comportement de Damien Ressiot qui utilise un procédé déloyal en se faisant passer pour un photographe afin de se renseigner sur la localisation du sportif. Ce dérapage met un terme au processus de sanctions contre Anouar Assila. 
En juillet 2019, alors directeur des contrôles, il fait partie du trio qui fait le déplacement à Marrakech pour contrôler l'athlète Clémence Calvin. L'athlète, suspendue provisoirement puis condamnée pour soustraction au contrôle antidopage avec une sanction de quatre ans de suspension, accusait Damien Ressiot de violences et de menaces, notamment envers son fils. Elle déclarait notamment dans les médias : "Il faudrait s’intéresser à Damien Ressiot, à cette personne, à son psychisme, à sa structure psychique, à son mode de fonctionnement", en l'accusant également de s'être présenté comme policier. Le rapporteur public du Conseil d’Etat précisera que l’athlète a présenté des documents attestant que M. Ressiot s’était « prévalu abusivement des services de police et de gendarmerie françaises plus tard". Plusieurs articles de presse ont insisté sur ses troubles caractériels et ses répercussions sur l'efficacité de la lutte antidopage,.  
En 2023, il fait l'objet de deux enquêtes de l'Agence Mondiale Antidopage et du Parquet de Paris pour trafic de produits dopants. Ces accusations, qui auraient pu déboucher sur l'un des plus gros scandales de la lutte antidopage, se sont finalement achevées sans mise en cause faute d’éléments suffisamment probants,.